# Dassault Ouragan
Dassault M.D.450 Ouragan ("hurikan") je bil prvi francoski reaktivni lovski bombnik, ki je vstopil v serijsko proizvodnjo. Razvili so ga v 1940ih in je močno vplival na razvoj Francoskega letalstva po 2. svetovni vojni. Letalo so tudi izvozili v Indijo, Izrael in Salvador. Bojno se je uporabljal v Sueški krizi in med Šestdnevno vojno.

## Specifikacije(M.D.450B)
Podatki iz Munson and Green
Splošne karakteristike
- Posadka: 1
- Dolžina: 10,73 m (35 ft 2 in)
- Razpon kril: 13,16 m (43 ft 2 in)
- Višina: 4,14 m (13 ft 7 in)
- Površina kril: 23,8 m² (256,2 ft²)
- Vitkost: 7,3:1
- Teža praznega letala: 4142 kg (9132 lb)
- Naložena teža: 7404 kg (16323 lb)
- Maks. vzletna teža: 7900 kg (17416 lb)
- Pogon letala: 1 × Rolls-Royce Nene 104B turboreaktivni motor, 22,2 kN (4990 lbf)

 Zmogljivost 
- Neprekoračljiva hitrost: Mach 0,83
- Maks. hitrost: 940 km/h (508 vozlov, 584 mph) Mach 0,76 na nivoju morja
- Potovalna hitrost: 750 km/h (405 vozlov, 465 mph)
- Bojni radij: 450 km (245 nmi, 280 milj)
- Največji doseg: 920 km (500 nmi, 570 milj)
- Višina leta: 13 000 m (42650 ft)
- Hitrost vzpenjanja: 38 m/s (7480 ft/min)
- Vzletna razdalja: 783 m (2570 ft)
- Pristajalna razdalja: 910 m (2985 ft)

Oborožitev

- Strelno orožje: 4× 20 mm Hispano-Suiza HS.404 topova, vsak s 125 naboji, vsak s 18× SNEB 68 mm raketami
- Bombe: Do 2270 kg bomb ali dodatnih rezervorajev za gorivo